# オーギュスト・ヴェストリス

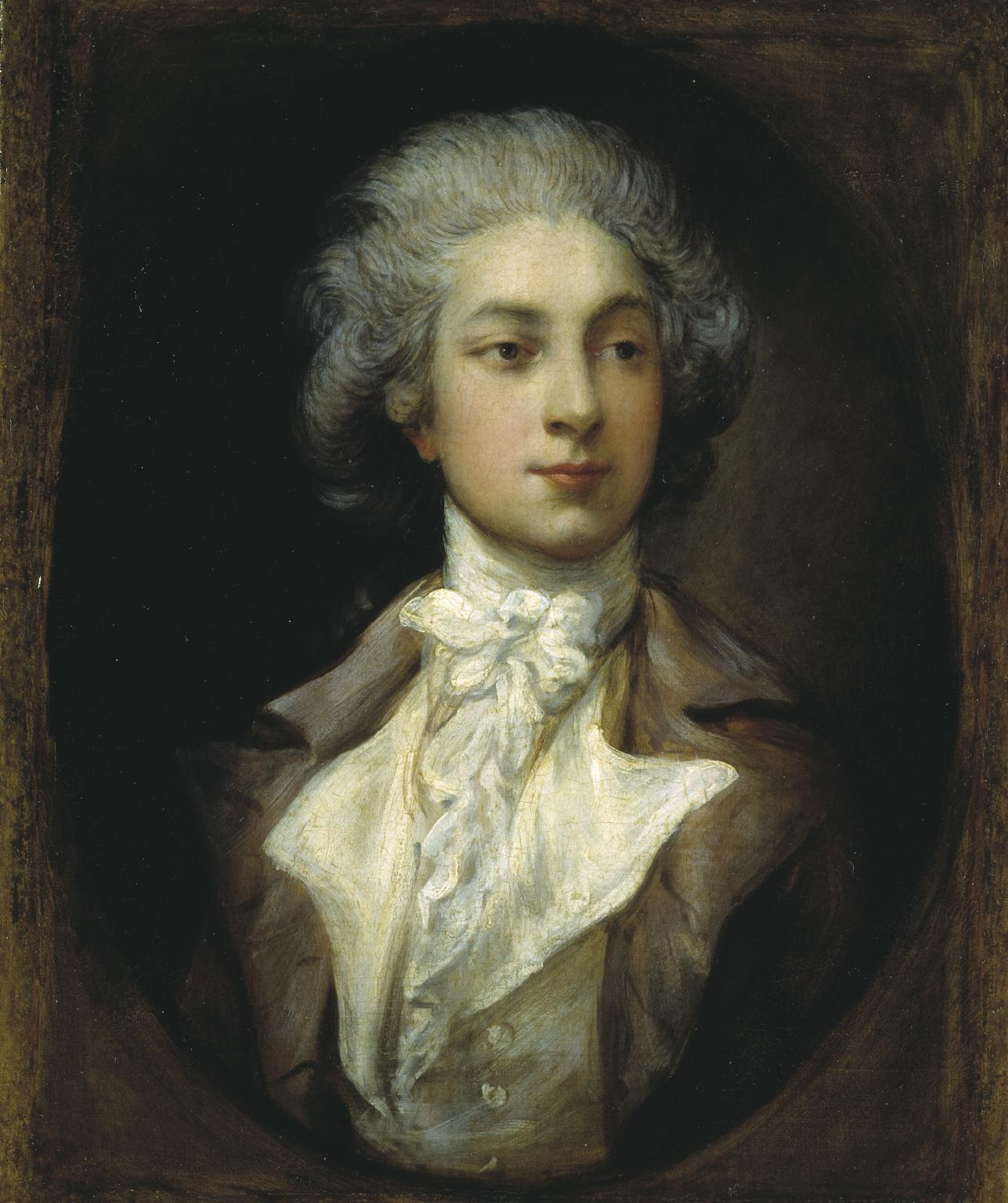
ゲインズバラによるオーギュスト・ヴェストリスの肖像画、1781年

オーギュスト・ヴェストリス（Auguste Vestris、1760年5月27日 - 1842年12月5日）は、フランスのバレエダンサー、振付家、バレエ指導者である。彼は「舞踊の神（le dieu de la danse）」と称されたほどの人気と実力を誇ったダンサーであった。

## 生涯
本名はMarie-Jean-Augustin Vestrisといい、父ガエタノ・ヴェストリスと母マリー・アラール（Marie Allard、1742年 - 1802年）の間に非嫡出子として生まれた。父と母は、ともにバレエダンサーであり、オーギュストも父の指導を受けて舞踊の道に進んだ。
1772年、12歳のときに『La Cinquantaine』という作品で舞台デビューを飾ったオーギュストは、直ちにその才能を広く認められた。翌年には父ガエタノの振り付けた『エンディミオン』のアモール役で高い評価を受けた。1776年にはソリストとなり、1778年にはプルミエ・ダンスール、1780年にはプルミエ・スジェ・ド・ラ・ダンスに昇格した。この間、ノヴェール振付の『レ・プティ・リアン』（1778年）と『アルセスト』（1778年）の初演に出演している。
1780年からはロンドンのキングズ劇場にも出演するようになり、10年以上にわたってパリとロンドンの両方で踊った。翌年、父ガエタノとキングズ劇場で共演することになった。「舞踊の神」と呼ばれる父子2人の舞台はロンドンに大反響を巻き起こし、この舞台を見るために議会までが中断されたといわれる。
オーギュストは長身で威厳のあった父とは異なり、小柄な体格だったが跳躍は高く、敏捷で回転技のスピードも並はずれていた。超絶技巧を持つ彼の登場は、バレエ界全体のテクニック向上に大きく貢献し、「ヴェストリス」の名はバレエの名手として伝説的なものになっていった。1807年、時のフランス皇帝ナポレオン1世は、「外国人がヴェストリスを観たいならば、その者がパリまで来なければならぬ」と言って、オーギュストがパリから出ることを禁じたと伝えられる。
1803年頃、オーギュストに挑戦するライバルが登場した。ルイ＝アントワーヌ・デュポール（1781年 - 1853年10月19日）という当時22歳の若者で、1797年にパリ・オペラ座でデビューを果たし、ピルエットなどの回転技の速度と快活な踊りを称賛されて人気のあったダンサーだった。オーギュストとこの野心的な若者との争いは、格好のゴシップの種となった。1804年に2人はバレエの技量を競うために非公式に同じ舞台に立っているが、同時代人に「この争いを描写するには、ウェルギリウスが必要だ」とまで言わしめている。
1816年にパリ・オペラ座を引退したが、1819年に負債のために投獄される状況に陥った。その後、彼の財政状況は好転した。舞台生活から退いた後、オーギュストは19世紀における著名ダンサーや振付家の多くを指導した。弟子の中には、
オーギュスト・ブルノンヴィル、リュシアンとマリウスのプティパ兄弟、ファニー・エルスラー、ジュール・ペロー、マリー・タリオーニなどが名を連ねている。オーギュストがマリー・タリオーニと舞台でメヌエットを踊ったのは、彼が75歳のときであった。振付も手掛け、キングズ劇場時代にいくつかの作品を振り付けている。
なお、彼の息子のアルマンド（Auguste Armand Vestris）と甥のシャルル（Charles Vestris）も、バレエダンサーとして活躍した。